# Alexanderplatz
Alexanderplatz (populært blot Alex) er en central plads og trafikknudepunkt i Tysklands hovedstad, Berlin, som er opkaldt efter den russiske zar Alexander 1.
Paradepladsen, der oprindeligt lå foran den gamle kongeport, stammer tilbage fra det 17. århundrede, men fik først 2. november 1805 sit nuværende navn efter Alexander 1., der havde besøgt den dengang preussiske hovedstad 25. oktober samme år. I sidste del af 1800-tallet fik pladsen en vigtig rolle med opførelsen af Bahnhof Berlin Alexanderplatz, hvilket gjorde pladsens betydning for handelslivet i byen endnu større. Dens guldalder var i 1920'erne, hvor den sammen med Potsdamer Platz var hjertet i Berlins natteliv. Det inspirerede Alfred Döblin, der i 1929 skrev sin berømte storbyroman Berlin Alexanderplatz.
I dag domineres pladsen af det 368 m høje tv-tårn Fernsehturm, der er Europas 4. højeste konstruktion, varehuset Galeria Kaufhof og Park Inn-hotellet - alle tre bygningsværker, der stammer tilbage fra DDR-tiden. Der er siden bygget meget nyt i området omkring pladsen, eksempelvis butiksarkaden Alexa fra 2007. Få hundrede meter fra pladsen findes mange af byens historiske bygninger, og tæt ved ligger byens rådhus, Rotes Rathaus.
Alexanderplatz er også navnet på S-Bahn og U-Bahn stationerne på pladsen. Pladsen er et af Berlins største og vigtigste trafikknudepunkter, med krydsning af 3 U-Bahn-linjer, 3 S-Bahn-linjer, og mange sporvogns- og buslinjer, samt regionaltog.
På pladsen er der et bassin, der er et attraktivt sted for turister i sommervejret, med udsigt til de forbipasserende tog. På pladsen findes desuden Weltzeituhr, der viser tiden i mange dele af verden.
Under die Wende lagde pladsen 4. november 1989 asfalt til den største demonstration i DDR's historie.